# Смирнов, Владимир Иванович (педагог)
Влади́мир Ива́нович Смирно́в (14 апреля 1950, с. Кежма, Братский район, Иркутская область — 9 февраля 2014, Нижний Тагил) — ректор Нижнетагильской государственной социально-педагогической академии (1988—2012), доктор педагогических наук (2003), профессор (2002). Член-корреспондент Международной Академии Наук педагогического образования, действительный член Академии Информатизации образования.

## Биография
Окончил факультет иностранных языков Нижнетагильского государственного педагогического института.
В 1973 году занимает должность директора сельской восьмилетней школы в Талицком районе Свердловской области, затем работал в качестве организатора внешкольной и внеклассной деятельности, инспектором отдела народного образования Нижнетагильского горисполкома, директором общеобразовательной школы № 35.
В 1980 году окончил с отличием исторический факультет Уральского государственного университета им. А. М. Горького.
В 1984 году досрочно защитил диссертацию на соискание учёной степени кандидата педагогических наук по проблемам семейного воспитания.
С 1984 года работал в Нижнетагильском государственном педагогическом институте старшим преподавателем, а с 1986 года доцентом кафедры педагогики. В 1985 году избран деканом художественно-графического факультета, а в 1988 году — заведующим кафедрой педагогики.
В октябре 1988 года на первых в истории Нижнетагильского государственного педагогического института выборах избран на альтернативной основе ректором института. Четырежды — в 1994, 1999, 2004 и в 2009 году — был переизбран на эту должность. 
Был ректором в течение 24 лет: с октября 1988 по декабрь 2012 года. Покинул пост по собственному желанию не сумев отстоять реорганизацию вуза без присоединения к другому учебному заведению. После написания заявления об уходе с поста ректора оказался по состоянию здоровья в больнице Екатеринбурга.
Под руководством Владимира Ивановича Смирнова осуществлены значительные преобразования вуза: расширен спектр реализуемых образовательных программ, открыты новые специальности и направления подготовки, соответствующие современным потребностям города и региона. В 2003 году Нижнетагильский государственный педагогический институт был переименован в Нижнетагильскую государственную социально-педагогическую академию. В 2003 году было открыто обучение в аспирантуре по четырём научным специальностям: отечественная история; русский язык; общая педагогика, история педагогики и образования; теория и методика обучения и воспитания (физика). С 2004 года в НТГСПА осуществляется современная двухуровневая модель подготовки выпускников (бакалавриат — магистратура).
В 2002 году защитил докторскую диссертацию.
С 2011 года являлся главным редактором Российского научного издания «Историко-педагогический журнал».
Скончался после тяжёлой болезни 9 февраля 2014 года. Похоронен на Северном кладбище Нижнего Тагила.

## Научные работы
- Автор более 70 опубликованных работ.
  - Учебное пособие «Общая педагогика: в тезисах, дефинициях, иллюстрациях», рекомендованное Министерством общего и профессионального образования РФ в качестве учебного пособия для студентов учебных заведений, обучающихся по педагогическим специальностям
  - В соавторстве с Л. В. Смирновой учёный подготовил к изданию пособие по истории отечественной дидактики «Учить с верным успехом».
  - Монография «Учитель и книга: книга как источник и средство педагогической подготовки российского учителя»[6].
  - Серия учебных пособий для педагогических вузов:

«История образования и педагогической мысли»
Часть 1. История зарубежного образования и педагогики (В соавторстве с Е. В. Южаниновой)
Часть 2. История отечественного образования и педагогики
«Теория и методика воспитания»
Часть 1. Воспитание в целостном педагогическом процессе
Часть 2. Воспитательные технологии
Часть 3. Гуманистические воспитательные системы
«Дидактика»
Часть 1. Общетеоретические основы
Часть 2.Технологии процесса обучения 

## Награды
- В 1994 нагрудным знаком «Отличник народного просвещения»
- В 2001 году награждён медалью ордена «За заслуги перед Отчеством» II степени[7]
- Звание «Отличник народного образования»
- «Почётный работник высшего профессионального образования РФ»
- «Почётный работник сферы молодёжной политики РФ»
- В 2009 году ему присвоено звание «Почётный гражданин города Нижнего Тагила»[8][9]